# 株価指数
株価指数（かぶかしすう、英: stock market index）は、株式の相場の状況を示すために、個々の株価を一定の計算方法で総合し、数値化したものである。狭義には基準値を100または1000とした指数化されたもののみを指すが、広義には平均株価などの指数でない数値のものも含む場合があり、また、株価指数は株式取引の指標として用いられるだけでなく、投資信託のベンチマークや、先物取引やオプション取引の際の原資産としても用いられる。

## 株価指数の種類
- 時価総額加重平均型株価指数（浮動株基準株価指数）
- 株価平均型株価指数

## 主な株価指数

### 日本
- 東京証券取引所
  - 東証株価指数（TOPIX）
  - JPXプライム150指数
  - 東証REIT指数
  - 東証スタンダード市場TOP20
  - 東証グロース市場250指数
  - TOPIXニューインデックスシリーズ
    - TOPIX Core30
    - TOPIX Large70
    - TOPIX 100
    - TOPIX Mid400
    - TOPIX 500
    - TOPIX 1000
    - TOPIX Small
    - TOPIX Small500

  - 東証業種別株価指数
  - TOPIX-17シリーズ
  - TOPIXスタイルインデックスシリーズ
- 日本経済新聞社
  - 日経平均株価（日経225）
  - 日経500種平均株価
  - JPX日経インデックス400
  - 日経株価指数300
  - 日経総合株価指数
  - JPX日経中小型株指数
  - 日経平均気候変動1.5℃目標指数[3]
- 読売新聞社
  - 読売株価指数（読売333）

#### 過去
- 大阪取引所
  - 大証300種株価指数
  - 大証250種修正株価平均
  - 大証40種修正株価平均
  - ヘラクレス指数
    - ヘラクレスグロース
    - ヘラクレススタンダード
- グリーンシート
  - ERIX
  - ERIX Core
- SBIグループ
  - ニュージャパン・インデックス
- ジャスダック・ブルームバーグ
  - ジャスダック・ブルームバーグマーケットバリューTop50（JQ-BBG Top50）
  - ジャスダック・ブルームバーグマーケットバリューTop100（JQ-BBG Top100）
  - ジャスダック・ブルームバーグマーケットバリューMiddle400（JQ-BBG Middle400）
  - ジャスダック・ブルームバーグLead100（JQ-BBG Lead100）
- 毎日新聞社
  - 日本株30（J30）

### 北アメリカ
- S&P 500、S&P 100、S&P 500配当貴族指数
- ラッセル3000、ラッセル2000
- ウィルシャー5000
- NASDAQ総合指数、ナスダック100指数
- ニューヨークダウ工業株30種平均株価、輸送株平均、公共株平均
- フィラデルフィア半導体指数
- S&P トロント総合指数
- S&P トロント60指数
- ボルサ指数

### 南アメリカ
- メルバル指数
- ボベスパ指数

### ヨーロッパ
- FTSE100種総合株価指数
- ドイツ株価指数
- CAC 40
- ユーロ・ストックス50指数
- FTSE MIB指数
- IBEX 35
- RTS指数
- MOEXロシア指数

### アジア
- 上海総合指数
- 上海50指数
- 深圳総合指数
- 深圳成分指数
- CSI300指数
- FTSE中国A50指数
- FTSE中国50指数
- ハンセン中国企業指数（HSCEI）
- ハンセン中国レッドチップ指数（HSCCI）
- 香港ハンセン株価指数
- シンガポールST指数
- 韓国総合株価指数（KOSPI）
- 台湾加権指数（TAIEX）
- SET指数
- ストレーツ・タイムス指数（ST）
- フィリピン総合指数（PSEi）
- ジャカルタ総合指数（JCI）
- S&P BSE SENSEX
- NIFTY 50

### オセアニア
- S&P/ASX 200
- S&P/NZX 50

### 世界
- 全世界株式インデックス
- 先進国株式インデックス